# Severo González
Severo González (Ischilín, Córdoba, Argentina, noviembre de 1809 - Rosario, agosto de 1870) fue un abogado, periodista y político argentino, ministro del interior de la Confederación Argentina durante la presidencia de Santiago Derqui. Fue senador de la Nación por la provincia de Córdoba en la primera integración constitucional del Congreso Nacional.

## Biografía
Se educó en el convento franciscano de la ciudad de Córdoba y en la Universidad de la misma, en que se recibió de abogado.
Debido a la invasión del general Paz a Córdoba, residió algún tiempo en Entre Ríos, donde dirigió el periódico El Sentimiento Entrerriano. Pasó a Buenos Aires como enviado del gobernador Pascual Echagüe, y allí se doctoró en derecho con una tesis sobre la esclavitud como figura jurídica.
De regreso a Córdoba, se dedicó a su profesión de abogado y fue legislador provincial. Tras un período en que apoyó al gobernador José Vicente Reinafé, fue dejado de lado como figura política por el caudillo "Quebracho" López.
Años más tarde se instaló en Santa Fe, donde era gobernador –desde 1842– su antiguo protector Echagüe. Fue asesor letrado de su gobierno, auditor de guerra, periodista en su diario El Voto Santafesino y en el entrerriano El Federal Entrerriano, defensor de menores, fiscal especial y juez. Se instaló en Rosario hacia 1851, y apoyó la campaña del Ejército Grande al año siguiente.
En 1854 fue nombrado primer juez de Rosario, con incumbencia sobre los asuntos civiles, criminales y de comercio. Al año siguiente fue ministro general del gobernador José María Cullen, y fue gobernador interino cuando este fue derrocado por el general Juan Pablo López; se limitó a presidir una elección en la que el mismo López fue elegido gobernador.
En 1856 fue elegido senador nacional por Córdoba; se destacó por su defensa de las leyes de derechos diferenciales, que al mismo tiempo que impedían el monopolio comercial y aduanero porteño, favorecieron mucho el desarrollo de Rosario.
A fines de 1860, un entredicho entre el presidente Santiago Derqui y el ministro del interior, Juan Pujol, terminó con la renuncia de éste. Derqui no se apresuró a nombrarle reemplazante, ya que no tenía un buen candidato para un puesto que consideraba muy importante. Recién en mayo del año siguiente nombró a González en ese puesto. Su tarea se resumiría en dos puntos: evitar el choque con el rebelde Estado de Buenos Aires, y hacerse cargo de toda la administración pública durante el período en que el presidente intervino la provincia de Córdoba, no por medio de un interventor, sino trasladándose hasta allí durante un mes.
Ocupó el cargo hasta la renuncia de Derqui, producto de la traición de Urquiza en la batalla de Pavón. Instalado en Rosario desde entonces, abandonó la política y se dedicó a la abogacía particular y comercial. En 1869 fundó la primera revista jurídica del interior, Anales del Foro Argentino.
Falleció en Rosario en 1870.